# Hemismittoidea ennea
Hemismittoidea ennea är en mossdjursart som beskrevs av George Gordon och Jean-Loup d'Hondt 1997. Hemismittoidea ennea ingår i släktet Hemismittoidea, och familjen Smittinidae. Inga underarter finns listade.